# James Kirkham
James Kirkham là một cầu thủ bóng đá thi đấu một trận ở Football League cho Burslem Port Vale vào tháng 9 năm 1895.

## Sự nghiệp thi đấu
Kirkham gia nhập đội bóng Football League Second Division Burslem Port Vale vào tháng 8 năm 1895. Ông có một lần ra sân duy nhất, trong thất bại 2-1 trước Burton Wanderers vào ngày 21 tháng 9 năm 1895 trước khi bị giải phóng hợp đồng khỏi Athletic Ground cuối mùa giải.

## Thống kê
Nguồn:
| Câu lạc bộ        | Mùa giải | Hạng đấu        | Giải quốc nội | Giải quốc nội | Cúp FA  | Cúp FA    | Khác    | Khác      | Tổng    | Tổng      |
| Câu lạc bộ        | Mùa giải | Hạng đấu        | Số trận       | Bàn thắng     | Số trận | Bàn thắng | Số trận | Bàn thắng | Số trận | Bàn thắng |
| ----------------- | -------- | --------------- | ------------- | ------------- | ------- | --------- | ------- | --------- | ------- | --------- |
| Burslem Port Vale | 1895-96  | Second Division | 1             | 0             | 0       | 0         | 0       | 0         | 1       | 0         |
| Tổng              | Tổng     | Tổng            | 1             | 0             | 0       | 0         | 0       | 0         | 1       | 0         |